# Meagan Good
Meagan Monique Good (Los Angeles, 8 agosto 1981) è un'attrice statunitense.

## Biografia

### Carriera
Meagan nasce a Panorama City (quartiere di Los Angeles) da Tyra Wardlow-Doyle, che le fa da manager fin dall'infanzia, e Leondis "Leon" Good, un ufficiale della polizia di Los Angeles. La madre è di origini ebree e africane, inoltre la nonna è di discendenza Cherokee. Il padre ha origini portoricane e afro-americane e proviene dalle Barbados. L'attrice crebbe a Canyon Country in California (cittadina adesso conosciuta facente parte di Santa Clarita), con i suoi tre fratelli. Iniziò la sua carriera d'attrice intorno all'età di cinque anni. Ottiene il suo primo ruolo importante nel 1997 in La baia di Eva un film di Kasi Lemmons. A partire dal 1998 recita il ruolo maggiore di Nina nello show di Nickelodeon Cousin Skeeter, che negli Stati Uniti fu un successo. Nel 2003 entrerà nel cast del film Biker Boyz, recitando al fianco di Laurence Fishburne e, sempre nello stesso anno, reciterà nel film Corri o muori.
Successivamente l'attrice, nel 2004, otterrà un ruolo nel film di Angela Robinson D.E.B.S. - Spie in minigonna, e per questa sua performance ricevette una nomination come migliore attrice al 2005 Black Movie Awards. Nel 2005, Good reciterà nel film horror di Jim Gillespie Venom, e nel film noir Brick - Dose mortale recitando al fianco di Joseph Gordon-Levitt.
Ebbe la parte di un personaggio opposto al rapper/attore Bow Wow in Roll Bounce di Malcolm D. Lee. Nel 2007 prese parte al film dance Stepping - Dalla strada al palcoscenico, recitando insieme a Ne-Yo e all'amico di infanzia Columbus Short. Nel 2008 apparve nel film horror Chiamata senza risposta e nella commedia Love Guru con Mike Myers e Jessica Alba, e alla fine dell'anno poteva essere vista in Saw V. Il suo più recente ruolo fu nel film del 2009 Il mai nato con Gary Oldman e Odette Yustman.
Nel 2012 appare nel cast regolare della serie televisiva Californication nel ruolo di Kali. Ha fatto anche apparizioni in molti videoclip musicali di artisti come 50 Cent, il gruppo dei Imajin, Isyss (di cui la sorella di Meagan, La'Myia Good, è un membro), Lil' Johnny, Memphis Bleek, Tyrese, e Will Smith.
Prenderà parte al film Think Like a Man, e al sequel La guerra dei sessi - Think Like a Man Too. Reciterà, nel 2013, in Anchorman 2 - Fotti la notizia, un film Adam McKay. Interpreterà il ruolo di Lara Vega nella serie Minority Report, la quale verrà cancellata dopo una sola stagione. Nel 2019 interpreterà il ruolo della versione adulta di Darla Dudley nel film del DC Extended Universe Shazam!.

### Vita privata
Nel giugno del 2012 l'attrice ha sposato il produttore DeVon Franklin, da cui divorzia poi nel 2022.

## Filmografia

### Attrice

#### Cinema
- Ci vediamo venerdì (Friday), regia di F. Gary Gray (1995)
- La baia di Eva (Eve's Bayou), regia di Kasi Lemmons (1997)
- The Secret Life of Girls, regia di Holly Goldberg Sloan (1999)
- 3 Strikes, regia di DJ Pooh (2000)
- House Party 4: Down to the Last Minute, regia di Chris Stokes (2001)
- Deliver Us from Eva, regia di Gary Hardwick (2003)
- Biker Boyz, regia di Reggie Rock Bythewood (2003)
- Corri o muori (Ride or Die), regia di Craig Ross Jr. (2003)
- D.E.B.S. - Spie in minigonna (D.E.B.S.), regia di Angela Robinson (2004)
- SDF Street Dance Fighters (You Got Served), regia di Chris Stokes (2004)
- The Cookout, regia di Lance Rivera (2004)
- Brick - Dose mortale (Brick), regia di Rian Johnson (2005)
- Venom, regia di Jim Gillespie (2005)
- Roll Bounce, regia di Malcolm D. Lee (2005)
- Miles from Home, regia di Ty Hodges (2006)
- Waist Deep - Strade dannate (Waist Deep), regia di Vondie Curtis-Hall (2006)
- Stepping - Dalla strada al palcoscenico (Stomp the Yard), regia di Sylvain White (2007)
- Chiamata senza risposta (One Missed Call), regia di Eric Vallette Josh Ohman (2008)
- Love Guru, regia di Marco Schnabel (2008)
- Saw V, regia di David Hackl (2008)
- Il mai nato (The Unborn), regia di David S. Goyer (2009)
- Video Girl, regia di Ty Hodges (2011)
- 35 and Ticking, regia di Russ Parr (2011)
- Jumping the Broom - Amore e altri guai (Jumping the Broom), regia di Salim Akil (2011)
- LUV, regia di Sheldon Candis (2012)
- Think Like a Man, regia di Tim Story (2012)
- Dysfunctional Friends, regia di Corey Grant (2012)
- The Obama Effect, regia di Charles S. Dutton (2012)
- Dick Little, regia di Ron McPherson (2012)
- Don Jon, regia di Joseph Gordon-Levitt (2013)
- Anchorman 2 - Fotti la notizia (Anchorman 2: The Legend Continues), regia di Adam McKay (2013)
- La guerra dei sessi - Think Like a Man Too (Think Like a Man Too), regia di Tim Story (2014)
- A Girl Like Grace, regia di Ty Hodges (2015)
- Deuces, regia di Jamal Hill (2016)
- A Boy. A Girl. A Dream., regia di Qasim Basir (2018)
- Shazam!, regia di David F. Sandberg (2019)
- L'intruso (The Intruder), regia di Deon Taylor (2019)
- Monster Hunter, regia di Paul W. S. Anderson (2020)
- Day Shift - A caccia di vampiri (Day Shift), regia di J. J. Perry (2022)
- Shazam! Furia degli dei (Shazam! Fury of the Gods), regia di David F. Sandberg (2023)
- Divorzio in nero (Tyler Perry's Divorce in the Black), regia di Tyler Perry (2024)

#### Televisione
- La legge di Bird (Gabriel's Fire) - serie TV, episodio 1x21 (1991)
- On Our Own - serie TV, episodio 1x06 (1994)
- ABC Afterschool Specials - serie TV, episodio 25x02 (1996)
- Pacific Blue - serie TV, episodio 3x04 (1997)
- Il tocco di un angelo (Touched by an Angel) - serie TV, episodio 4x06 (1997)
- The Gregory Hines Show - serie TV, episodio 1x10 (1997)
- The Parent 'Hood - serie TV, episodi 4x03-4x16 (1997-1998)
- Nothing Sacred - serie TV, episodio 1x12 (1998)
- Cousin Skeeter - serie TV, 52 episodi (1998-2001)
- Moesha - serie TV, episodio 5x12 (2000)
- The Steve Harvey Show - serie TV, episodio 4x19 (2000)
- The Division - serie TV, episodio 1x14 (2001)
- Il famoso Jett Jackson (The Famous Jett Jackson) - serie TV, episodi 3x22-3x23 (2001)
- Raising Dad - serie TV, 7 episodi (2001-2002)
- La maglia magica (The Jersey) - serie TV, episodio 3x08 (2002)
- Tutto in famiglia (My Wife and Kids) - serie TV, 5 episodi (2003)
- Kevin Hill - serie TV, 4 episodi (2005)
- Dr. House - Medical Division (House, M.D.) - serie TV, episodio 3x11 (2007)
- All of Us - serie TV, episodi 4x20-4x21 (2007)
- Cold Case - Delitti irrisolti (Cold Case) - serie TV, episodio 7x04 (2009)
- The Game - serie TV, episodi 4x04-4x11 (2011)
- Californication - serie TV, 7 episodi (2012)
- Harry's Law - serie TV, episodio 2x19 (2012)
- Deception - serie TV, 11 episodi (2013)
- The Dead Diaries - serie TV, episodio 1x04 (2014)
- Law & Order - Unità vittime speciali (Law & Order: Special Victims Unit) - serie TV, episodio 16x08 (2014)
- Mr. Robinson - serie TV, 4 episodi (2015)
- Minority Report - serie TV, 10 episodi (2015)
- Code Black - serie TV, episodi 1x16-1x17-1x18 (2016)
- Love by the 10th Date - film TV, regia di Nzingha Stewart (2017)
- White Famous - serie TV, episodi 1x07-1x08-1x09 (2017)
- Star - serie TV, episodi 2x14-2x15-2x16 (2018)
- Harlem - serie TV, 24 episodi (2021-2025)
- Buying Back My Daughter - film TV, regia di Troy Scott (2023)

#### Cortometraggi
- Make a Wish, Molly, regia di Bruce Schwartz (1995)
- The Carlton Dance, regia di Daniel Spink (2012)

### Doppiatrice
- Scarface: The World Is Yours - videogioco (2006)

## Doppiatrici italiane
Nelle versioni in italiano delle opere in cui ha recitato, Meagan Good è stata doppiata da:
- Domitilla D'Amico in Biker Boyz, Brick - Dose mortale, Stepping - Dalla strada al palcoscenico, Il mai nato, Think Like a Man, La guerra dei sessi - Think Like a Man Too
- Perla Liberatori in La baia di Eva, Jumping the Broom - Amore e altri guai, Minority Report, White Famous, L'intruso
- Roberta De Roberto in Love Guru, Code Black
- Veronica Puccio in Shazam!, Shazam! Furia degli dei
- Alessia Amendola in D.E.B.S. - Spie in minigonna
- Sabine Cerullo in Day Shift - A caccia di vampiri
- Myriam Catania in Anchorman 2 - Fotti la notizia
- Antonella Baldini in Dr. House - Medical Division
- Ilaria Latini in Cold Case - Delitti irrisolti
- Francesca Manicone in Tutto in famiglia
- Chiara Gioncardi in Divorzio in nero
- Gemma Donati in Monster Hunter
- Letizia Scifoni in Californication
- Eleonora Reti in Harlem
- Valentina Mari in Saw V